# 多崎礼
多崎礼（2月20日—）是日本小说家。血型A型+。
投稿历17年未能出道。后投稿参加由中央公论新社所主办的第2届中央公論新社C★NOVELS大赏，以《煌夜祭》（由得奖作《夜语》改名）一作获得大赏并作为处女作出道。

## 作品列表
- 煌夜祭（封面山本大和·地圖、內頁凪かすみ画/C・NOVELS Fantasia/中公文庫，青文出版社青文文庫，全一册）ISBN 9784125009483 ISBN 978-4-12-205795-1 ISBN 9789862568583
- 書姬吟遊錄系列 （山本大和画/C・NOVELS Fantasia，青文出版社青文文庫，全四册）
  - 書姬吟遊錄1 ISBN 9784125010069 ISBN 9789862562826
  - 書姬吟遊錄2 ISBN 9784125010243 ISBN 9789862565186
  - 書姬吟遊錄3 ISBN 9784125010373 ISBN 9789862567005
  - 書姬吟遊錄4 ISBN 9784125010489 ISBN 9789862567388
- 梦之上系列 （天野英画/C・NOVELS Fantasia，三册）
  - 梦之上1 翠辉晶·苍辉晶 ISBN 9784125011233
  - 梦之上2 红辉晶·黄辉晶 ISBN 9784125011387
  - 梦之上3 光辉晶·闇辉晶 ISBN 9784125011523
  - 夢之上  ISBN 978-4-12-501199-8
- 系列 （天野英画/C・NOVELS Fantasia，一册未完）
  - 春 ISBN 978-4-12-501245-2

### 其他
- C★N25 C★NOVELS创刊25周年合辑（C★N25 C★NOVELS創刊25周年アンソロジー）（多作者合著/C・NOVELS Fantasia）ISBN 978-4-12-501000-7

## 关联项目
- C★NOVELS大赏

## 外部連結
- 「〈本の姫〉は謳う」シリーズ（页面存档备份，存于）